# Heidekakkerlak
De heidekakkerlak (Capraiellus panzeri) is een insect uit de orde kakkerlakken en de familie Ectobiidae. De soort leeft voornamelijk in kustduinen en op kiezelstranden, maar komt af en toe ook voor in habitats verder van de kust, zoals droge kalkgraslanden en droge dwergstruikheide, zelden zelfs in bossen. De soort werd voor het eerst geldig gepubliceerd door Stephens in 1835.

## Kenmerken
De heidekakkerlak is grijs en smal. De kleur van de ronde vlek op het halsschild is kenmerkend: grijsbruin met zwarte vlekjes en/of strepen. Het mannetje heeft lange vleugels die het hele lijf bedekken en vrouwtje heeft korte vierkante vleugels met een rechte achterrand. De geurgroef op de punt van het achterlijf bevat een knobbeltje met twee puntjes.

## Voorkomen
De soort wordt waargenomen vanuit Zuidwest- en West-Europa, meestal nabij de kust. Er is bewijsmateriaal beschikbaar uit Spanje, Portugal, Frankrijk, Zuid-Engeland (tot het meest zuidelijke Wales), Nederland, België, Luxemburg, Denemarken, Duitsland, evenals van het eiland Madeira en een enkele vondst uit het Rifgebergte in Marokko, Noord-Afrika.
In Nederland komt het op de zandgronden vrij algemeen voor, zowel in het binnenland als in de duinen. In Zuid-Limburg ontbreekt deze
soort.

## Levenswijze
De soort vormt één generatie per jaar (univoltien). De juvenielen komen in april of mei  uit (in Engeland), de vijf nimfenstadia gaan door in juli of augustus. De imago's leven dan tot eind september of begin oktober.

## Taxonomie
De soort werd voor het eerst als Ectobius panzeri beschreven door de Britse entomoloog James Francis Stephens in zijn werk Illustrations of British Entomology. - Mandibulata VI (1835). De naam is vernoemd de Duitse natuuronderzoeker Georg Wolfgang Franz Panzer. Voor een groep van drie soorten waaruit deze soort bestaat, heeft Kurt Harz in 1976 het ondergeslacht Capraiellus opgericht, dat door Horst Bohn en collega's in 2013 tot het geslacht werd verheven. Capraiellus panzeri is de typesoort van dit geslacht.